# 参野町
参野町（さんじのちょう）は静岡県浜松市中央区の町名。丁番を持たない単独町名である。住居表示未実施。

## 地理
浜松市中央区の東部、芳川地区の西部に位置する。東で芳川町及び本郷町、西で領家二丁目・領家三丁目・三島町、南で都盛町及び恩地町、北で頭陀寺町と接する。

### 学区
小学校・中学校の学区は以下の通りである。
- 浜松市立芳川北小学校
- 浜松市立南陽中学校

## 歴史

### 町名の由来
風土記伝によれば、勧請当時の津毛利神社の祭神が底筒男之命・中筒男之命・上筒男之命の海神参座であったことから参神野とよばれた。後に、不敬に当たるとして神の一字を除き参野とした。

### 沿革
- 1876年（明治9年） - 長上郡参野村が周辺の村と合併し、都盛村となる[書籍 2]。
- 1889年（明治22年）4月1日 - 町村制の施行により、長上郡都盛村が周辺の村と合併して長上郡芳川村となる。旧村名は芳川村の大字として残る[書籍 3]。
- 1896年（明治29年）4月1日 - 郡制の施行により、芳川村の所属郡が浜名郡に変更となる。
- 1954年（昭和29年）7月1日 – 芳川村が浜松市に編入される。
- 1955年（昭和30年） - 大字都盛の一部を分離し、参野町を新設する[WEB 8]。
- 2007年（平成19年）4月1日 - 浜松市が政令指定都市となる。参野町は南区の一部となる。
- 2024年（令和6年）1月1日 - 浜松市の行政区再編により、参野町は中央区の一部となる。

## 施設
- ユーコープさんじの店
- ウエルシア浜松参野町店
- セブン-イレブン（浜松参野町店、浜松芳川店）
- ファミリーマート浜松参野町店
- 臨済宗方広寺派 近浦山 勝光寺
- 津毛利神社

## 交通

### 道路
- 浜松市道掛塚砂山線（大浜通り）[書籍 4]
- 浜松市道龍禅寺芳川1号線（楊子橋通り）

## その他

### 警察
警察の管轄区域は以下の通りである。
| 番・番地等 | 警察署       | 交番・駐在所 |
| ---------- | ------------ | ------------ |
| 全域       | 浜松東警察署 | 芳川町交番   |

### 消防
消防の管轄区域は以下の通りである。
| 番・番地等 | 消防署   | 本署/出張所 |
| ---------- | -------- | ----------- |
| 全域       | 南消防署 | 芳川出張所  |

### 書籍
1. ↑  『わが町文化誌 水と光と緑のデルタ』浜松市南陽公民館、1991年10月22日、22,23頁。
2. ↑  『浜松市史 三』浜松市役所、1980年3月26日、20,21頁。
3. ↑  『浜松市史 三』浜松市役所、1980年3月26日、176頁。
4. ↑  『わが町文化誌 水と光と緑のデルタ』浜松市南陽公民館、1991年10月22日、70,71頁。

### WEB
1. ↑  “h02_22.csv”.   総務省 (2022年2月10日). 2024年7月29日閲覧。
2. ↑  “chuouku_menseki.xlsx”.   浜松市 (2024年3月12日). 2024年7月29日閲覧。
3. ↑  “静岡県 浜松市中央区 参野町の郵便番号 - 日本郵便”.   日本郵便. 2025年2月15日閲覧。
4. ↑  “市外局番の一覧”.   総務省 (2022年3月1日). 2024年7月29日閲覧。
5. ↑  “事業所案内及び管轄地域（事務所3件、分室3件）”.   一般社団法人静岡県自動車会議所. 2024年7月29日閲覧。
6. ↑  “住居表示実施状況／浜松市”.   浜松市 (2024年1月4日). 2024年7月29日閲覧。
7. ↑  “学校名から探す／浜松市”.   浜松市 (2024年1月1日). 2024年7月29日閲覧。
8. ↑  “解説ページ”.   株式会社エア. 2024年10月4日閲覧。
9. ↑  “芳川町交番｜静岡県警察”.   静岡県警察 (2024年1月1日). 2024年7月29日閲覧。
10. ↑  “消防署の町別管轄「さ」／浜松市”.   浜松市 (2020年3月25日). 2024年7月29日閲覧。